# Csúcshegy
Csúcshegy ([ˈtʃuːtʃhɛɟ]) est un quartier de Budapest, situé dans le 3e arrondissement.